# Итон Дорни
Итон Дорни (енгл. Eton Dorney), познат и као Веслачки центар колеџа Итон (енгл. Eton College Rowing Centre) је вештачко језеро саграђено специјално за веслачки спорт. Налази се у селу Дорни, у округу Бакингемшир, у близини градова Итон и Виндзор, те реке Темзе. Језеро је у власништву колеџа Итон. Пошто су 2006. уз језеро саграђени и пратећи објекти Дорни Лејк је постао и спортски комплекс за међународна такмичења у веслању, кајаку и кануу на мирним водама и триатлону.
Током Летњих олимпијских игара 2012. језеро је поприште такмичења у веслању и кајаку/кануу. Управо за потребе ЛОИ дуж стазе су изграђене монтажне трибине са 20.000 места за гледаоце. Припреме за олимпијска такмичења започеле су у октобру 2009. Саграђена је нова повратна стаза и нови мост а уређени су и прилазни путеви и све уз помоћ организационог комитета игара.

## Карактеристике језера
Спецификације језера су у складу са правилима Светске веслачке федерације (ФИСА):
- Дужина стазе за трке је 2.200 м
- Постоји 8 стаза ширине по 13,5 м
- Минимална дубина је 3,5 м
- Повратна стаза која је уском превлаком одвојена од главнине језера (дугачка 1.400 м) омогућава пратећим пловилима повратак на старт ван главног језера.

## Међународна такмичења
На језеру су се одржала следећа такмичења:
- 2005: Светски куп у веслању;
- 2006: Светско првенство у веслању
- 2012: Летње олимпијске игре
  - Веслачка такмичења (од 27. јула до 4. августа)
  - Кајак и кану на мирним водама (од 5. августа до 12. августа).